# Humus
Ne doit pas être confondu avec Houmous.
Pour les articles homonymes, voir Humus (album de Bojan Z) et HumuS (éditions).

Cycle de la matière organique : minéralisation et humification. Le coefficient humique indique, par type de culture, les restitutions organiques aériennes ou souterraines. Les valeurs indicatives moyennes de ce coefficient sont de 0,10 à 0,15 pour les pailles et résidus de culture, 0,3 pour les fumiers frais et lisiers, 0,5 pour les fumiers compostés.

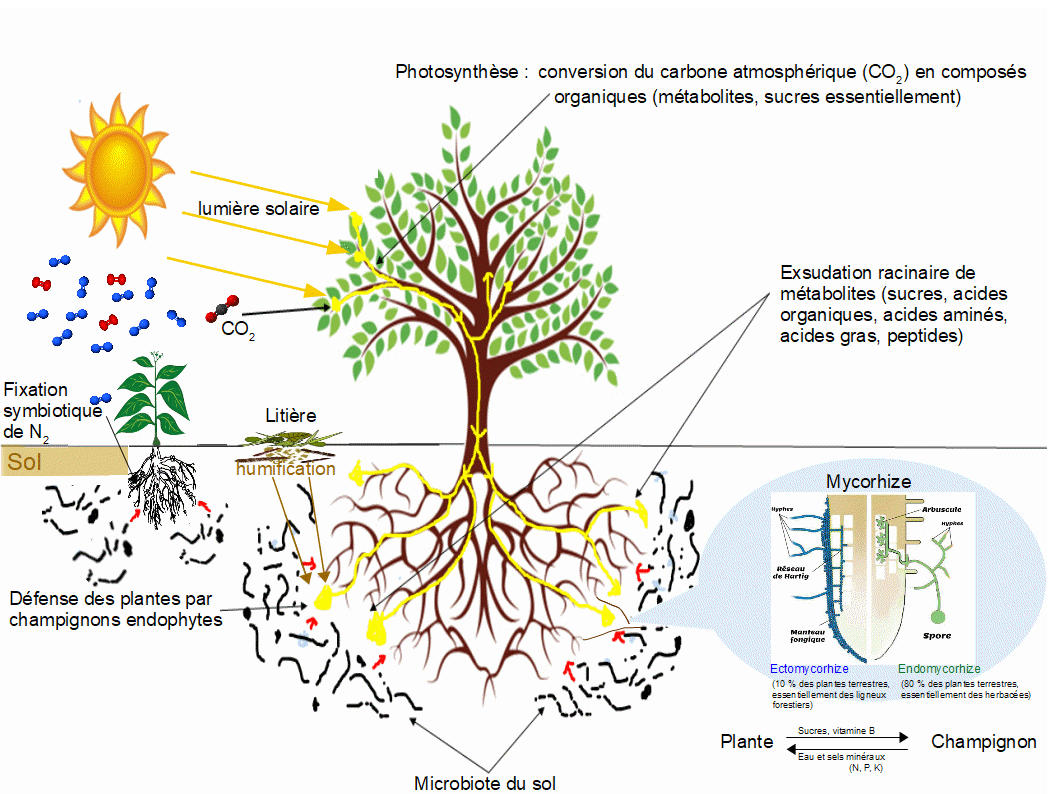
Le rôle du microbiote du sol est considérable et très varié : humification et minéralisation, mycorhization, fixation de l'azote atmosphérique, défense des plantes par champignons endophytes…

L'humus est la couche supérieure du sol créée, entretenue et modifiée par la décomposition de la matière organique, principalement par l'action combinée des animaux, des bactéries et des champignons du sol. L'humus est l'élément caractéristique de l'horizon O du solum et l’identification de ses différentes formes permet de distinguer les horizons OL, OF et OH.
L’humus est une matière souple et aérée, qui absorbe et retient bien l'eau, de pH variable selon que la matière organique est liée ou non à des minéraux, d'aspect foncé (brunâtre à noir), à l’odeur caractéristique, variable selon qu'il s'agit d'une des nombreuses formes d'humus forestier, de prairie, ou de sol cultivé.
L'humus se distingue du compost par son origine naturelle, mais partage avec lui beaucoup de propriétés, notamment sa capacité à retenir l'eau et les nutriments. Dans le compartiment de la biosphère qu'est le sol, l'humus est la partie biologiquement la plus active. C’est dans les zones tempérées qu’il est le plus abondant, mais on a récemment redécouvert et étudié une sorte d'humus ancien et d'origine humaine en Amazonie : la terra preta, ou terre noire. L'humus est absent des déserts et, plus généralement, de tout milieu dépourvu de végétation (la haute montagne, par exemple).
L'humification est un processus biochimique de néosynthèse de substance organique par augmentation de la taille de certaines molécules.
La capacité d'échange naturelle d'un humus ainsi que sa décomposition lente délivrent aux racines des plantes de l'azote, du phosphore et tous les éléments nutritifs indispensables à la croissance des végétaux. Si l'humus est enfoui par labour ou asphyxié (inondation durable, compression, bâchage étanche), il se dégrade et libère des composés toxiques ainsi que du méthane,.

## Historique
Avant que le microscope ne mette en évidence le fait que ce sont des micro-organismes et des invertébrés qui produisent l'humus, il était considéré comme une substance chimique inerte ; le Dictionnaire Littré, de la langue française (1872-1877) le définit comme « terre végétale » et en donne la sous-définition suivante : « Terme de chimie. Matière brune peu soluble dans l'eau, soluble dans les alcalis, provenant de la décomposition et de la combustion lente des substances organiques dans le sol ou à sa surface ». Cependant il faut signaler que le pédologue-écologue danois P.E. Müller avait décrit dès le XIXe siècle, à l'aide d'observations au microscope, la plupart des organismes connus aujourd'hui comme participant à la formation de l'humus.

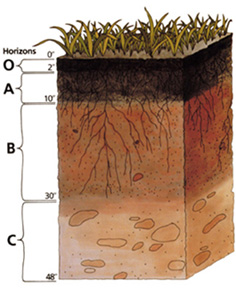
L'humus est caractérisé par une couleur foncée qui traduit sa richesse en carbone organique.

« L'humus, fondement de la vie. Il nous faut insister maintenant sur l'importance vitale de cette matière que nous venons de voir apparaître, c'est-à-dire l'humus. Le définir en une simple formule chimique est impossible. Il n'y a pas un humus, mais des humus, qui varient avec les sols, les climats et les végétations, tandis que l'on rencontre dans les sols des matières organiques à toutes les étapes de leur transformation, les unes encore jeunes, les autres, presque totalement ou totalement transformées. »

— André Birre, Une autre révolution : pour se réconcilier avec la terre, 1976

## Étymologie
Le mot latin humus désignant la « terre » est cité par Curtius (Ier siècle) comme provenant d'un mot grec signifiant « à terre », locatif d'un substantif hors d'usage.
Le mot latin humus, comme d'ailleurs le mot homo « homme », provient de la racine indo-européenne *dh(e)ghyōm- qui signifie terre.

## Formation des humus ou humification

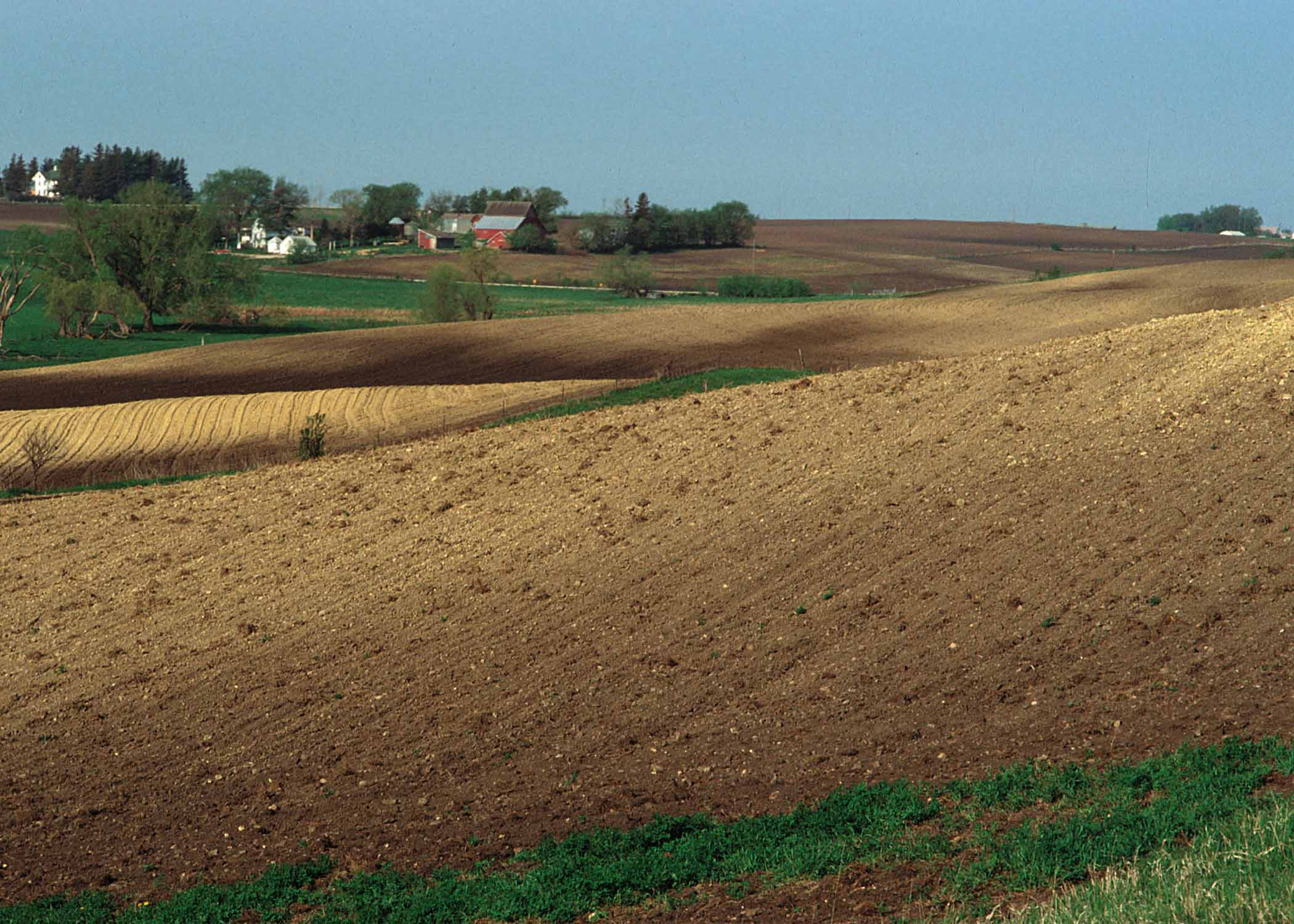
La mise à nu des sols et le labour répété causent en quelques années une disparition de l'humus. Les sols noirs deviennent ocre, perdent leur capacité à retenir et infiltrer l'eau, et deviennent plus sensibles à l'érosion.

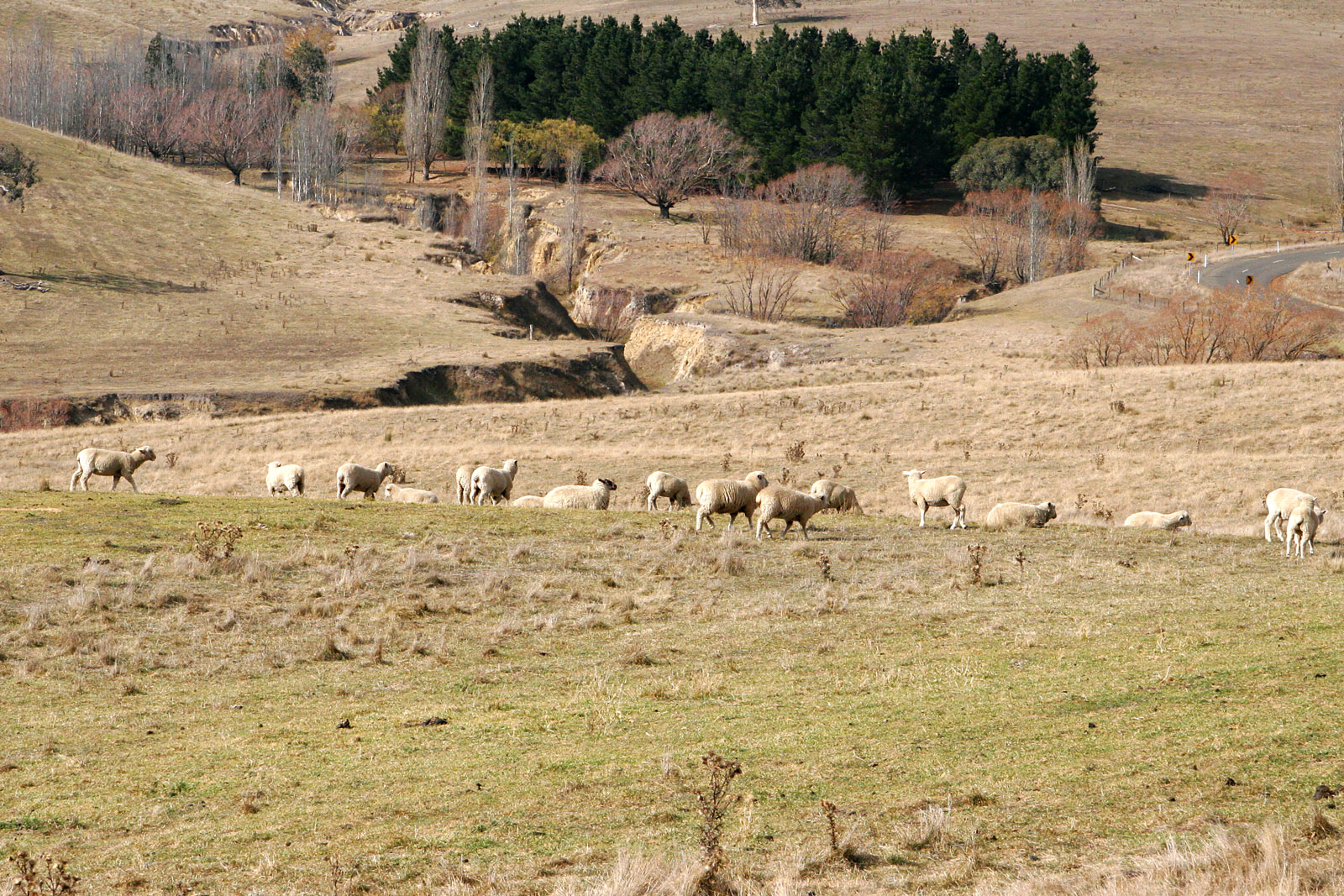
Le labour et les engrais chimiques ne sont pas les seules causes de destruction de l'humus qui fixe les sols ; la déforestation et le surpâturage sur sols fragiles en sont d'autres. Sans protection végétale du sol, et sans apport de matière organique, l'érosion et l'appauvrissement de ce type de sol sont alors inévitables.

La formation des humus ou humification est dite « biogénique », c’est-à-dire que l'humus peut se former par simple oxydation de la nécromasse en l'absence d'organismes vivants mais ce processus est considérablement accéléré lorsque des organismes vivants ingèrent la matière organique ou sécrètent des enzymes qui la transforment.
La matière organique qui est à la base de l'humus est d'origine essentiellement végétale, puis microbienne et animale lors du processus de transformation, alors que les composants du sol profond sont en grande partie d'origine minérale. La matière première de l'humus est la matière organique fraîche (MOF) : litière en forêt, résidus de culture, auxquelles s'ajoutent des composants d'origine animale déposés dans les horizons superficiels (nom donné à la surface du sol par les pédologues) ou remontés par les animaux fouisseurs, dont les vers de terre ou d'origine humaine . Cette matière subit une évolution plus ou moins rapide (selon les conditions de température, d'humidité, d'acidité ou la présence d'inhibiteurs tels que certains métaux lourds ou toxiques) qui permet une transformation en plusieurs étapes menant à des composés minéraux (solides ou gazeux) et des composés organiques complexes, électronégatifs et relativement stables. Selon la taille des molécules ainsi produites, il s'agit de composés insolubles (humines) ou de colloïdes (acides humiques et acides fulviques) susceptibles de migrer dans les sols. La présence en grande quantité de cations métalliques dans le sol tels que le fer ou le calcium ou bien encore d'argiles insolubilise les acides humiques et fulviques et empêche leur migration, formant ce que l'on appelle des sols bruns. En présence de quantités faibles de cations métalliques, la migration des molécules humiques de petite taille (acides fulviques) entraîne les faibles quantités de métaux présents dans les horizons de surface, formant ce que l'on appelle les podzols. L'activité de la faune fouisseuse (vers de terre, fourmis, termites) contribue à une mise en contact rapide des composés humiques avec la matière minérale, empêchant ainsi leur lessivage et donc leur perte pour les écosystèmes ou les agrosystèmes.
La matière organique qui, en se décomposant, produit l'humus est constituée :
- de fragments végétaux (feuilles, aiguilles, tiges, racines, bois, écorce, graines, pollens) en décomposition ;
- d'exsudats racinaires et d'exsudats végétaux (propolis) et animaux (miellat) au-dessus du sol ;
- d'excréments et excrétats (mucus, mucilages) de vers de terre et d'autres organismes animaux et microbiens du sol ;
- de cadavres d'animaux ;
- de nombreux micro-organismes, champignons microscopiques et bactéries.

Tous ces éléments sont sans cesse digérés, déplacés (bioturbation) et mobilisés par une communauté d'organismes dits détritivores, saprophages ou saprophytes : bactéries, champignons et invertébrés. En zone froide ou continentale, la formation de l'humus est accélérée au printemps quand la température monte et que l'humidité est importante.

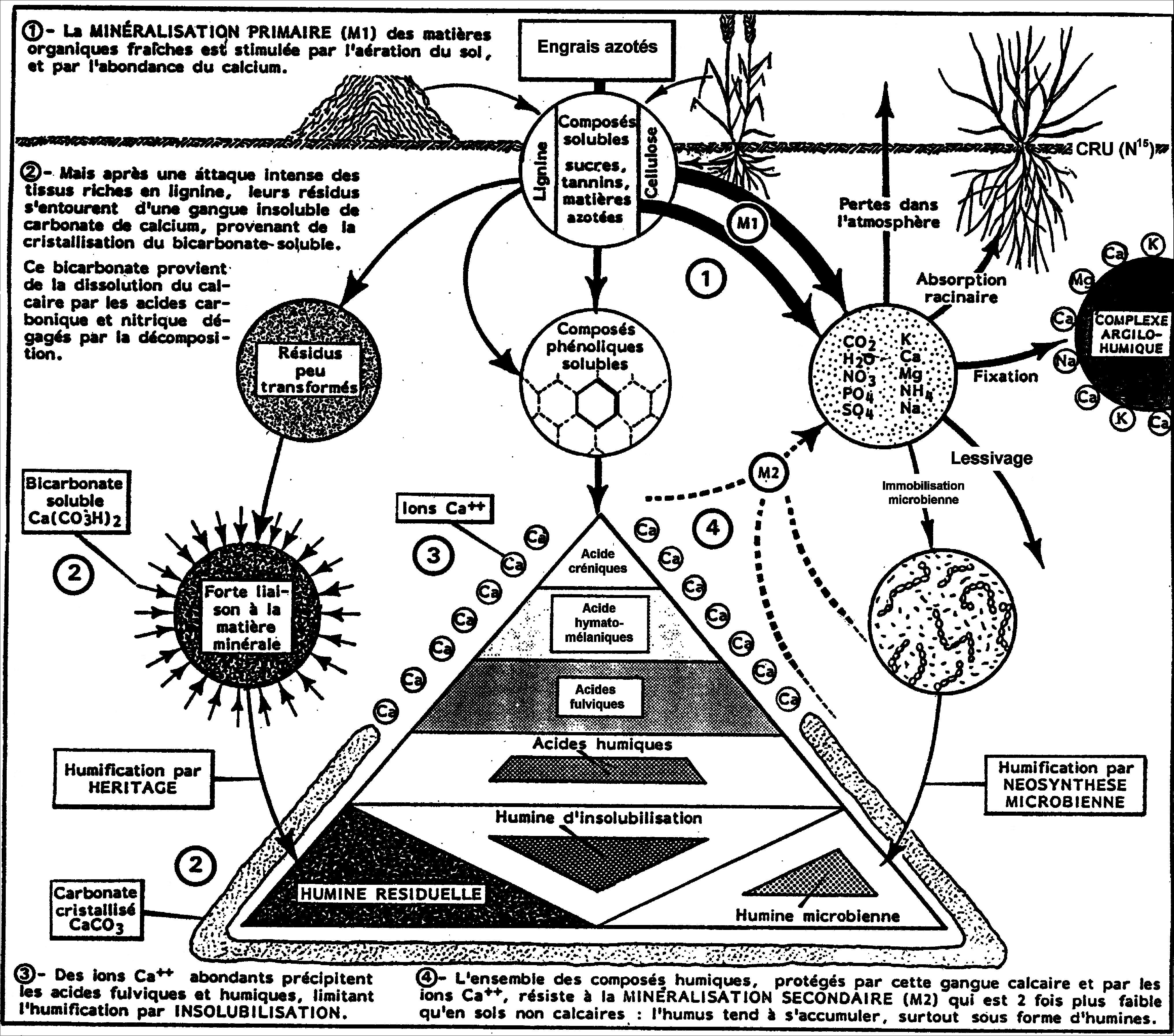
Évolution de l’humus après l'apport de matériaux organiques et d’engrais azotés dans un sol cultivé.
D. Soltner: Les bases de la production végétale. Tome I Le Sol.

L'humus peut s'accumuler et évoluer très lentement sous climat froid, jusqu'à constituer un puits de carbone, mais en climat chaud il peut se minéraliser très rapidement et disparaître. Il est généralement absent des forêts tropicales, mais l'homme a localement produit en Amazonie, à partir de charbon de bois, un équivalent de l'humus dit terra preta. Certains milieux très particuliers peuvent montrer des accumulations importantes de matière organique humifiée, constituant autant de puits de carbone : il s'agit des tourbières en climat froid (montagnes, régions boréales) et des énormes accumulations observées en forêt sur "sables blancs" en milieu tropical.
L'humus constitue une réserve importante de matière organique dans le sol. Il est utile pour l'agriculteur, le jardinier ou le forestier de connaître la quantité totale d'humus et sa qualité. Un des indices de sa qualité est le rapport C/N du sol. Comme le carbone et l'azote ne se recyclent pas à la même vitesse (le carbone est respiré donc "tourne" plus vite que l'azote, qui est renouvelé avec les protéines) un rapport C/N bas (10 ou moins) indique une bonne activité biologique du sol, alors qu'un C/N élevé (20 ou plus) indique un ralentissement de cette activité. L'odeur et l'aspect visuel, ainsi que l'observation au microscope des organismes le composant renseignent sur la qualité de l'humus, ainsi, le cas échéant, que des analyses de sa composition chimique. Il faut aussi tenir compte de la nature biochimique des composés carbonés : on observe une différence notable de la cinétique d'humification entre composés cellulosiques et composés lignifiés. Il est possible par analyse chimique précédée d'une hydrolyse acide modérée de déterminer un rapport C/N hydrolysable[Quoi ?] qui apporte une information capitale sur le rythme d'évolution des composés organiques ajoutés ou présents dans le sol donc sur le rôle d'un humus en termes de productivité et d'environnement.
L'humus, au sens chimique du terme, est constitué d'humus libre (= matière organique humifiée, non liée aux argiles ou aux oxydes métalliques) et d'humus lié. L'humus libre est une fraction légère à C/N élevé, facilement biodégradable (sauf dans les sols très acides ou engorgés) et migrant facilement dans le profil dans les sols bien drainés ou lorsque la nappe phréatique s'abaisse. Lors des processus de lixiviation, on observe une accumulation en profondeur de composés humiques non biodégradés, pouvant former en se complexant avec les métaux ayant migré un niveau induré (alios). L'humus lié est l'humus le plus stable, celui qui est le plus intéressant sur un plan agronomique par sa pérennité et sa capacité d'échange cationique ("CEC") et anionique. Il est aussi appelé humine d'insolubilisation. Ce sont les composés humiques migrants (acides humiques et surtout fulviques), solubles ou colloïdaux, qui teintent l'eau d'une couleur "thé" dans certaines zones tropicales ou tempérées.

## Formes d’humus

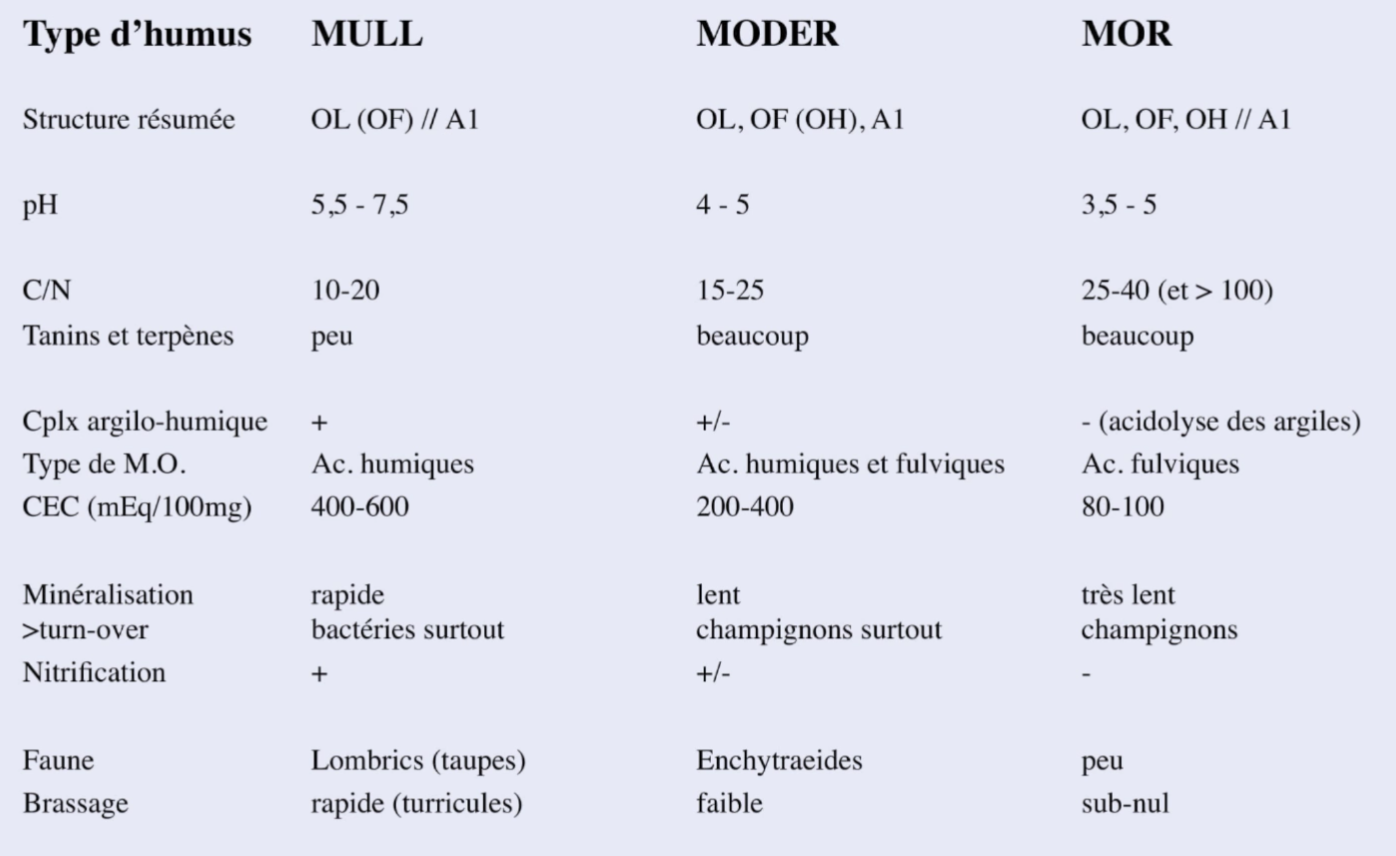
Les trois grands types d'humus aérobiques jalonnent un continuum de situations fréquentes qui diffèrent par la structure pédologique, le pH du sol, le rapport C/N, les défenses chimiques contre les herbivores (tanins, terpènes), le complexe argilo-humique et sa capacité d'échange cationique (CEC), le taux de minéralisation et de nitrification, et l'intensité de la bioturbation.

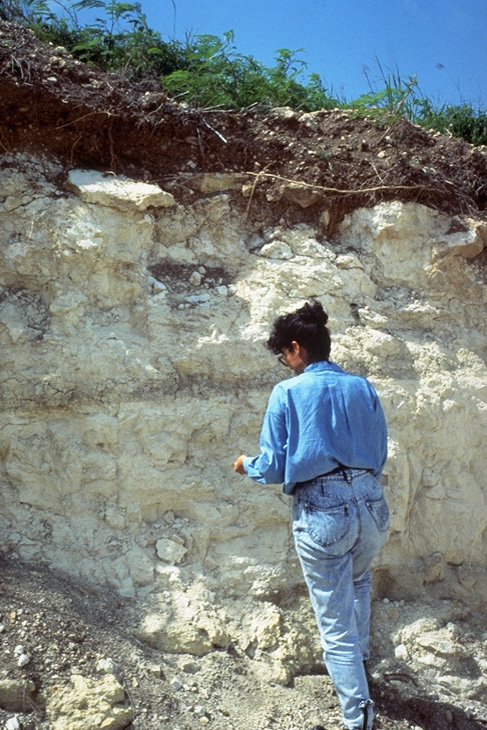
Sur les pentes, et dans de bonnes conditions, la couche d'humus dépasse rarement 30-40 cm. Elle est plus épaisse dans les vallées et les creux.

Selon que l'humus a été formé dans un sol aéré ou plutôt asphyxiant (en raison par exemple d'une saturation totale en eau ou d'une compaction répétée), on peut classer les humus en deux catégories.
Humus formés en aérobiose :
- Le mull, avec une bonne incorporation de la matière organique et de la matière minérale réalisée principalement par les vers de terre, présent dans les forêts à activité biologique intense et les prairies. On ne trouve alors que des débris (feuilles mortes) de l'année précédente voire de l'automne précédent, et une couche d'épaisseur variable de matière organo-minérale de couleur brune. Le sol est riche en éléments nutritifs, la minéralisation s'effectue rapidement : c'est un milieu idéal pour les vers de terre sauf dans le cas où le sol est calcaire (rendzine noire forestière). Dans les régions tropicales (savane) et les milieux sub-désertiques, le mull peut être produit par d'autres organismes fouisseurs tels que les termites et les insectes Tenebrionidae ;
- Le moder, avec une couche superficielle de matière organique non incorporée, humifiée par la faune et les champignons, présent dans les forêts et les landes à activité biologique moyenne. On y voit (à l'automne) les feuilles de l'année qui subissent une décomposition surtout fongique, mais aussi les feuilles de l'année précédente partiellement décomposées, réduites à leur réseau de nervures (squelettiques), avec de nombreux filaments de champignons, des racines (mycorhizes) et surtout des boulettes fécales (crottes) provenant des animaux vivant dans la litière et la couche d'humus (épaisse de quelques millimètres à plusieurs centimètres). Son odeur de champignon est caractéristique ("moder smell") ;
- Le mor, avec une couche superficielle de matière organique non ou peu humifiée, présent dans les forêts et les landes à activité biologique faible, ce qui ralentit la vitesse de décomposition des débris végétaux, entraînant une acidification du sol et un phénomène de podzolisation. La terre de bruyère est un exemple de mor. L'épaisseur de ce type d'humus peut être considérable, mais n'est pas un critère d'identification. Le passage du feu est souvent le moyen par lequel cette forme d'humus trouve son équilibre et permet à la végétation de se reconstituer, en restituant au sol les nutriments immobilisés dans la couche organique.

Humus formés en anaérobiose :
- La tourbe, renfermant une grande quantité de résidus végétaux identifiables, parfois vieux de plusieurs milliers d'années. Il s'agit d'une véritable archive de l'environnement. La tourbe se forme dans des milieux inondés de façon permanente, en présence d'une végétation aquatique dense et à forte croissance (sphaignes, grands carex, glycérie, etc.). La tourbe renferme de nombreux pollens qui permettent de reconstituer l'histoire du paysage jusqu'à des époques très anciennes ;
- L’anmoor, renfermant une grande quantité de matière organique humifiée, mélangée à des argiles. L'anmoor se forme dans des milieux temporairement inondés, par exemple le long des rivières, la phase de dessiccation permettant aux processus biologiques conduisant à l'humification de se dérouler.

## Complexe argilo-humique
On appelle complexe argilo-humique (CAH) ou complexe adsorbant l'association colloïdale d'argiles et d'humus. Ils se trouvent dans ce cas tous deux à l'état floculé à la suite du travail de la faune et des micro-organismes, du sol. Les vers de terre jouent un rôle essentiel dans leur production, grâce à une capacité à lier des molécules négativement polarisées par un cation bivalent (le calcium ; Ca2+ en général). Une carence en calcium, notamment en milieu acide est source de dégradation (minéralisation de la matière organique) de ce complexe, mais d'autres facteurs entrent en jeu ; il semble notamment que des apports riches en protéines (comme avec le bois raméal fragmenté), ou les mucus de certains organismes puissent aussi jouer un rôle dans la constitution de ces complexes qui deviennent stables et presque insolubles une fois desséchés (comme le ciment lorsqu'il prend et durcit), ce qui explique la résistance de l'humus à l'eau et à l'érosion, ainsi que le maintien de sa structure et son exceptionnelle capillarité. Ce complexe facilite la pénétration du sol par les racines et les champignons, ainsi que leur approvisionnement en eau et sels minéraux. Il permet aussi l'aération de leurs racines. Il conditionne en particulier l'aptitude du sol à stocker l'eau quand les précipitations sont abondantes (ou pouvoir de rétention en eau) et à la restituer quand elles sont déficitaires et par conséquent à approvisionner les plantes au fur et à mesure de leurs besoins, qui varient selon les différentes phases du cycle végétatif.

Ces complexes peuvent de plus fixer des métaux lourds ou toxiques (éventuellement radioactifs), en limitant leur transfert aux plantes et à l'eau, ainsi qu'à la chaîne alimentaire.

## Destruction de l’humus

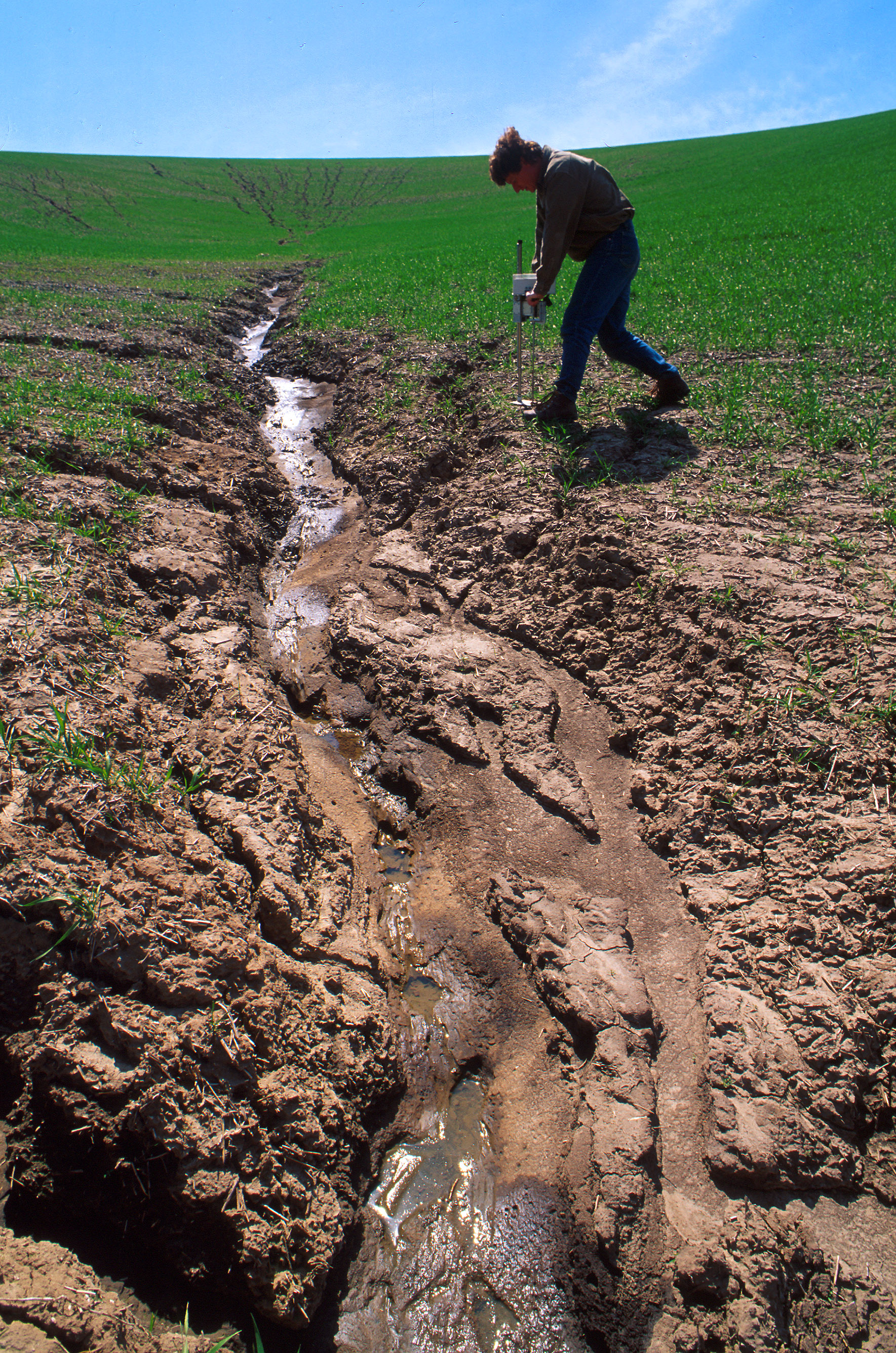
Effets de l'érosion des sols, qui touchent une grande partie des zones de grandes cultures en Europe.

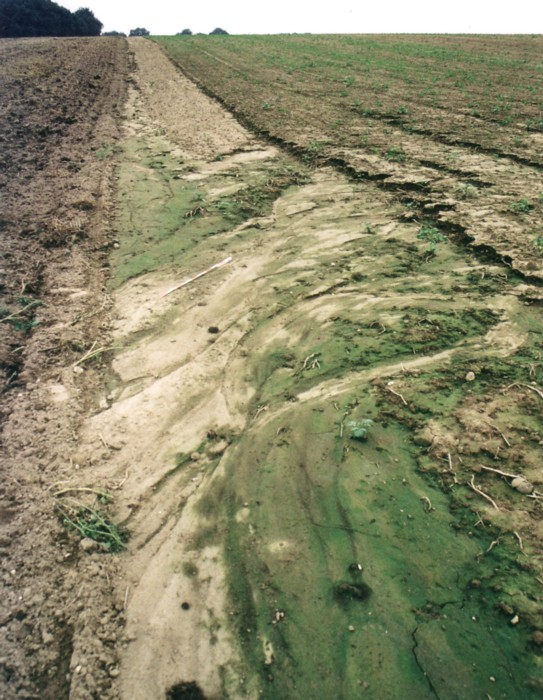
Glacis.

Le labour dilue l'humus en l'enfouissant, causant une minéralisation trop rapide de la matière organique et des pertes de sol qui atteignent couramment 10 tonnes par an et par hectare en zone tempérée (perte moyenne par exemple mesurée dans le Bassin de Tubersent dans le Pas-de-Calais au début des années 1980-1990,,) et jusqu'à plusieurs centaines de tonnes en zone tropicale.
La disparition de l'humus se traduit aussi par un phénomène de glacis des sols labourés (battance) qui diminue fortement leur capacité à absorber l'eau. Celle-ci ruisselle en emportant les particules fines qui augmentent la turbidité des fleuves et rivières.
Actuellement, il existe des méthodes permettant de produire des cultures en réduisant la destruction de l'humus, dont : 
- l'agriculture de conservation ;
- les techniques culturales simplifiées ;
- le rétablissement d'un enherbement contrôlé[21], sous les vignes dont les sols tendaient à se dégrader[22] par exemple[23] ;
- l'utilisation du bois raméal fragmenté[24] ;
- l'agriculture naturelle.

L'humus se dégrade naturellement par le processus de minéralisation secondaire (appelé K2), ce qui implique de mettre en œuvre des actions visant à limiter le phénomène (non-labour, etc.) et à apporter de la matière organique ligneuse et cellulosique.

## Calendrier
Dans le calendrier républicain, Terre végétale était le nom donné au 7e jour du mois de nivôse.

#### Vidéographie
- Claude Bourguignon : Conférence (filmée) 1re et 2e partie